# Bùi Ngọc Hòa
Bùi Ngọc Hòa (sinh ngày 15 tháng 10 năm 1955) là một thẩm phán người Việt Nam. Ông từng là Thẩm phán, Phó Chánh án Thường trực, Thành viên Hội đồng Thẩm phán Tòa án nhân dân tối cao Việt Nam.

## Xuất thân
Ông sinh ngày 15 tháng 10 năm 1955, quê quán ở Liên Phương, huyện Vụ Bản, tỉnh Nam Định, người dân tộc Kinh.

## Giáo dục
Ông có bằng Thạc sĩ Luật. Luận văn thạc sĩ của ông có tiêu đề: "Phạm vi xét xử phúc thẩm và thẩm quyền của toà án cấp phúc thẩm theo pháp luật tố tụng hình sự Việt Nam", người hướng dẫn khoa học là tiến sĩ Đặng Quang Phương, chuyên ngành 60.38.40, Trường Đại học Luật Thành phố Hồ Chí Minh, bảo vệ năm 2007, có 94 trang.
Ông có bằng Tiến sĩ Luật.

## Sự nghiệp
Năm 2003, ông là Phó chánh tòa Phúc thẩm Tòa án nhân dân tối cao tại Thành phố Hồ Chí Minh, chủ tọa phiên tòa phúc thẩm xét xử vụ án Năm Cam.
Năm 2004, ông là Chánh tòa Phúc thẩm Tòa án nhân dân tối cao.
Năm 2008, ông là Phó Chánh án Tòa án nhân dân tối cao.
Ngày 17 tháng 11 năm 2011, Chủ tịch nước Trương Tấn Sang đã có Quyết định số 2142/QĐ-CTN bổ nhiệm ông Bùi Ngọc Hòa tiếp tục giữ chức vụ Phó Chánh án Tòa án nhân dân tối cao (trên cơ sở đề nghị của Chánh án Tòa án nhân dân tối cao tại Tờ trình số 637/TANDTC-TCCB).
Ngày 26 tháng 6 năm 2015, Quốc hội Việt Nam khóa 13 đã bỏ phiếu phê chuẩn đề nghị của Chánh án Tòa án nhân dân tối cao Trương Hòa Bình về việc bổ nhiệm ông làm Phó Chánh án thường trực Tòa án nhân dân tối cao, với tỉ lệ đại biểu Quốc hội bỏ phiếu đồng ý phê chuẩn là 85,02%.
Ông là Ủy viên Ban cán sự Đảng Cộng sản Việt Nam, Bí thư Đảng ủy Tòa án nhân dân tối cao, Thành viên Hội đồng Thẩm phán Tòa án nhân dân tối cao.
Tháng 2 năm 2018, Bùi Ngọc Hòa là Thẩm phán Tòa án nhân dân tối cao Việt Nam.